# 1956 год в науке
В 1956 году были различные научные и технологические события, некоторые из которых представлены ниже.

## События
- 4 января — к берегам Антарктиды доставлена первая советская Комплексная Антарктическая экспедиция.
- В январе создан НИИПГ АН СССР. На должность директора назначен бывший начальник Гидрометеослужбы СССР Е. К. Фёдоров.[1]
- В Массачусетском технологическом институте создан первый многоцелевой транзисторный программируемый компьютер TX-0.
- С появлением модели IBM 305 RAMAC начинается эра устройств магнитного хранения данных.
- Началось международное сотрудничество физиков-атомщиков: во время посещения Британского ядерного центра «Харуэлл»[англ.] что И. В. Курчатов высказал предложение о международном сотрудничестве учёных в области управляемого термоядерного синтеза[2].

## Достижения человечества

### Открытия
- Альберт Леван совместно с Joe Hin Tjio представили доклад, в котором говорится что у людей 46 хромосом (ранее считалось что их 48)[3].

### Изобретения
- Роберт Адлер разработал беспроводной пульт дистанционного управления телевизором, использующего ультразвук Zenith Space Commander
- Колин Мёрдок (англ. Colin Murdoch), фармацевт из Новой Зеландии, изобрёл и запатентовал пластиковый одноразовый шприц
- Компания Ampex изобрела первый видеомагнитофон
- Открыт антинейтрон в опытах по рассеянию пучка антипротонов
- Первый жёсткий диск

### Новые виды животных
- Животные, описанные в 1956 году

## Награды
- Нобелевская премия
  - Физика — Уильям Брэдфорд Шокли, Джон Бардин и Уолтер Хаузер Браттейн — «За исследования полупроводников и открытие транзисторного эффекта».
  - Химия — Николай Николаевич Семёнов и Сирил Норман Хиншелвуд — «За исследования в области механизма химических реакций».
  - Медицина и физиология — Андре Курнан, Вернер Форсман, Дикинсон Ричардс — «За открытия, касающиеся катетеризации сердца и патологических изменений в системе кровообращения».
- Медаль Дарвина:
  - Джулиан Хаксли

## Родились
- 1 января — Сергей Васильевич Авдеев, российский космонавт, Герой России. Экс-рекордсмен мира по суммарному времени пребывания в космосе (747 суток).
- 4 января — Павел Юрьевич Уваров, русский учёный, историк-медиевист.
- 22 августа — Евгений Алексеевич Торчинов, российский учёный-религиовед.

## Скончались
- 3 февраля — Эмиль Борель, французский математик.
- 20 февраля — Генрих Георг Баркгаузен, немецкий учёный в области электронной физики.
- 17 марта — Ирен Жолио-Кюри, французский физик, лауреат Нобелевской премии по химии.
- 25 мая — Иоганн Радон, австрийский математик.
- 6 июня — Хайрам Бингем, американский археолог и политик.
- 25 августа — Альфред Чарлз Кинси, американский биолог, профессор энтомологии и зоологии.
- 22 сентября — Фредерик Содди, английский радиохимик.
- 28 сентября — Уильям Эдвард Боинг, американский самолётостроитель.
- 30 сентября — Мария Тереса Феррари, аргентинский врач, профессор медицины.